# Крачунеј (Олт)
Крачунеј (рум. Crăciunei) насеље је у Румунији у округу Олт у општини Радомирешти. Oпштина се налази на надморској висини од 117 m.

## Становништво
Према подацима из 2002. године у насељу је живело 880 становника, од којих су сви румунске националности.